# Pertya
Pertya Sch.Bip., 1862 è un genere di piante angiosperme dicotiledoni della famiglia delle Asteraceae.

## Descrizione

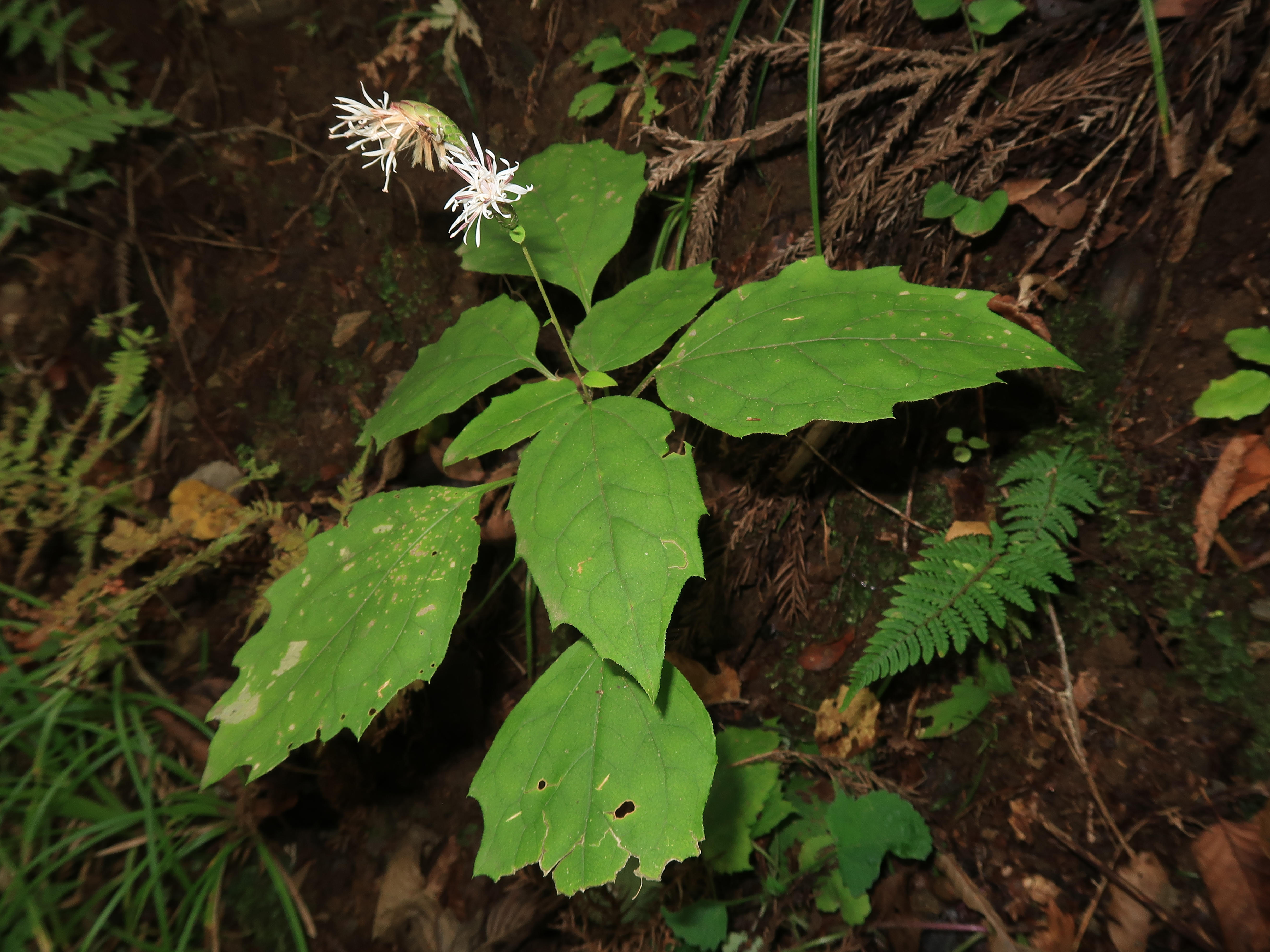
Il portamento
Pertya robusta

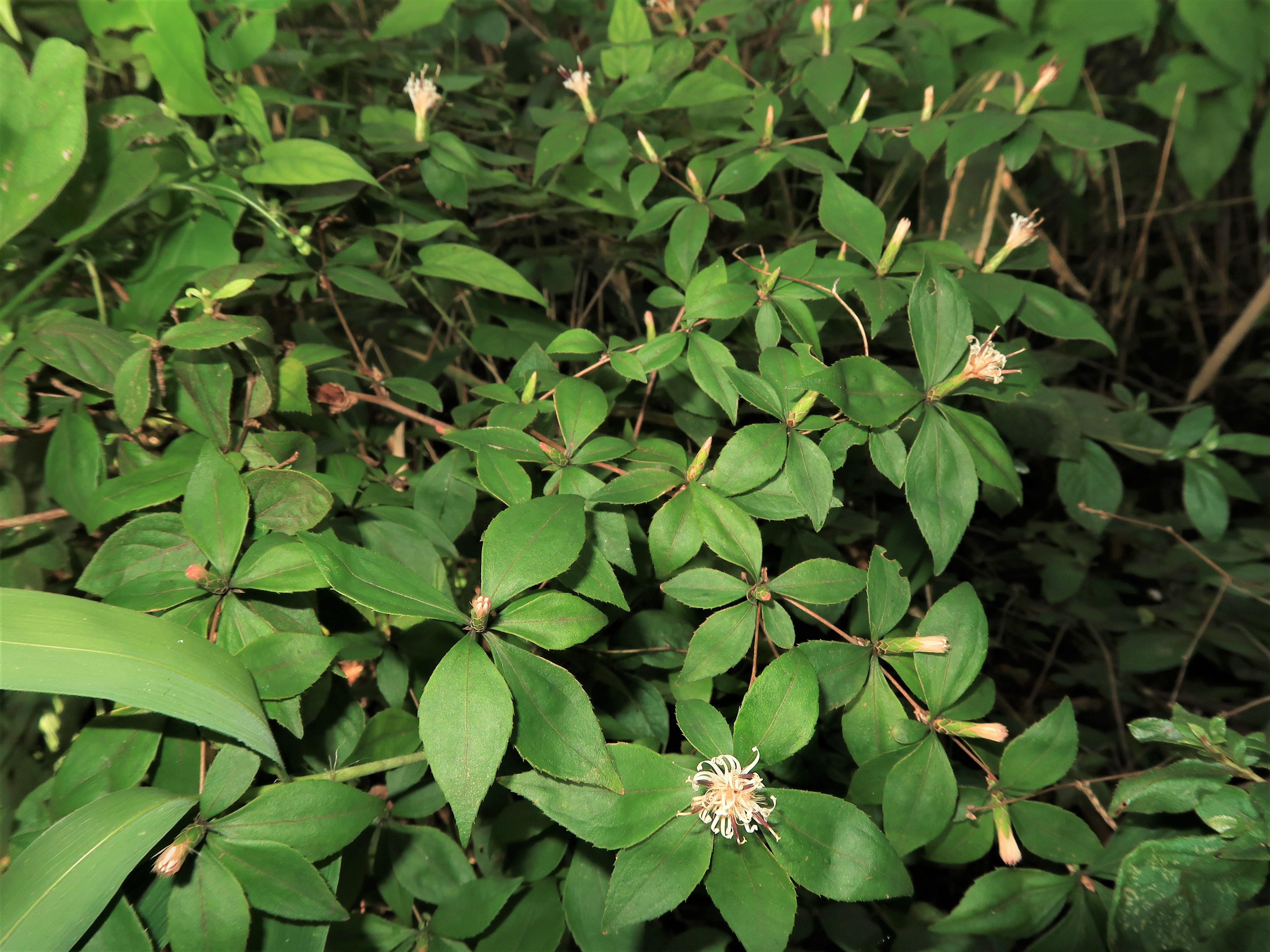
Le foglie
Pertya glabrescens

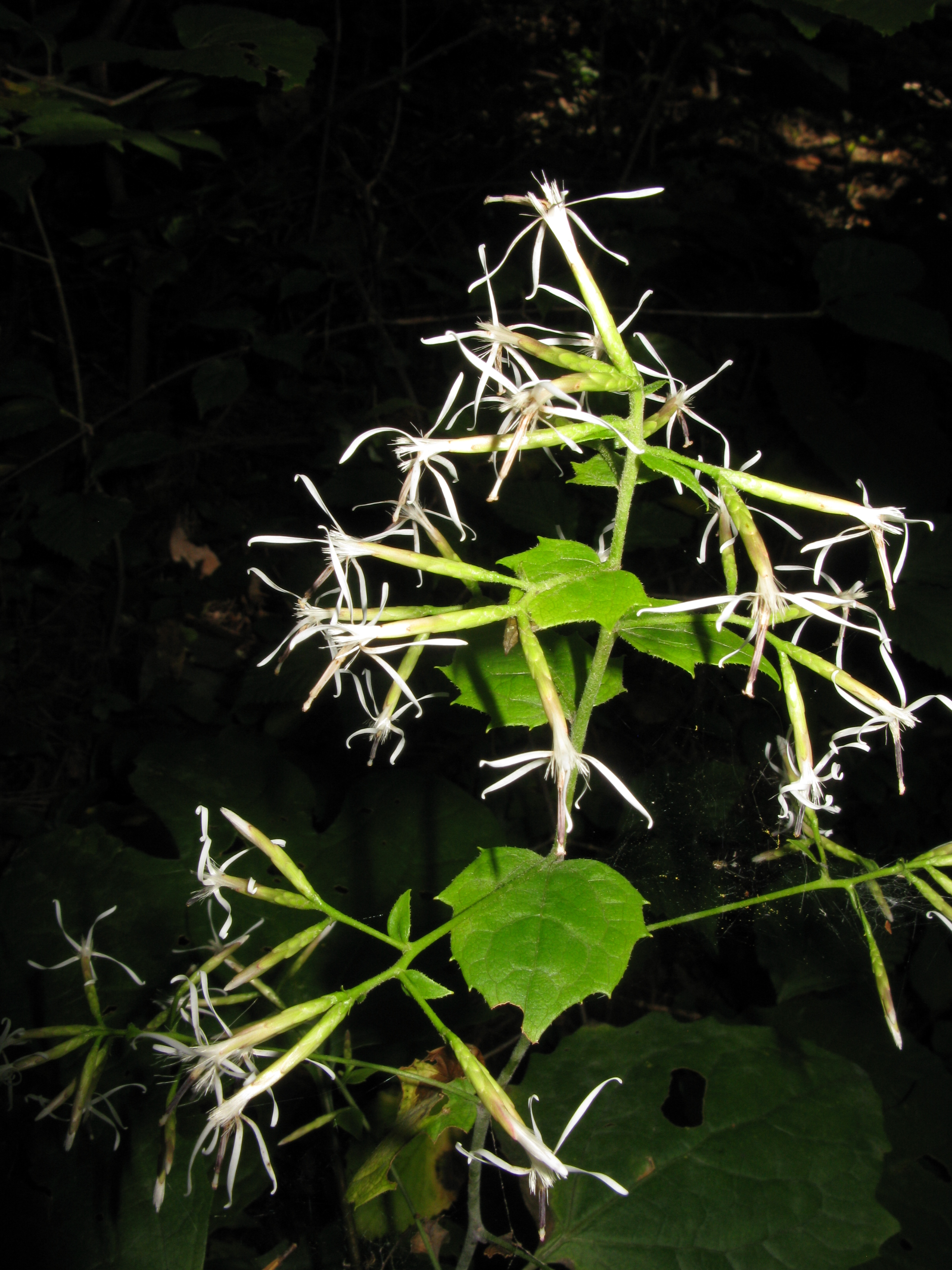
Infiorescenza
Pertya triloba

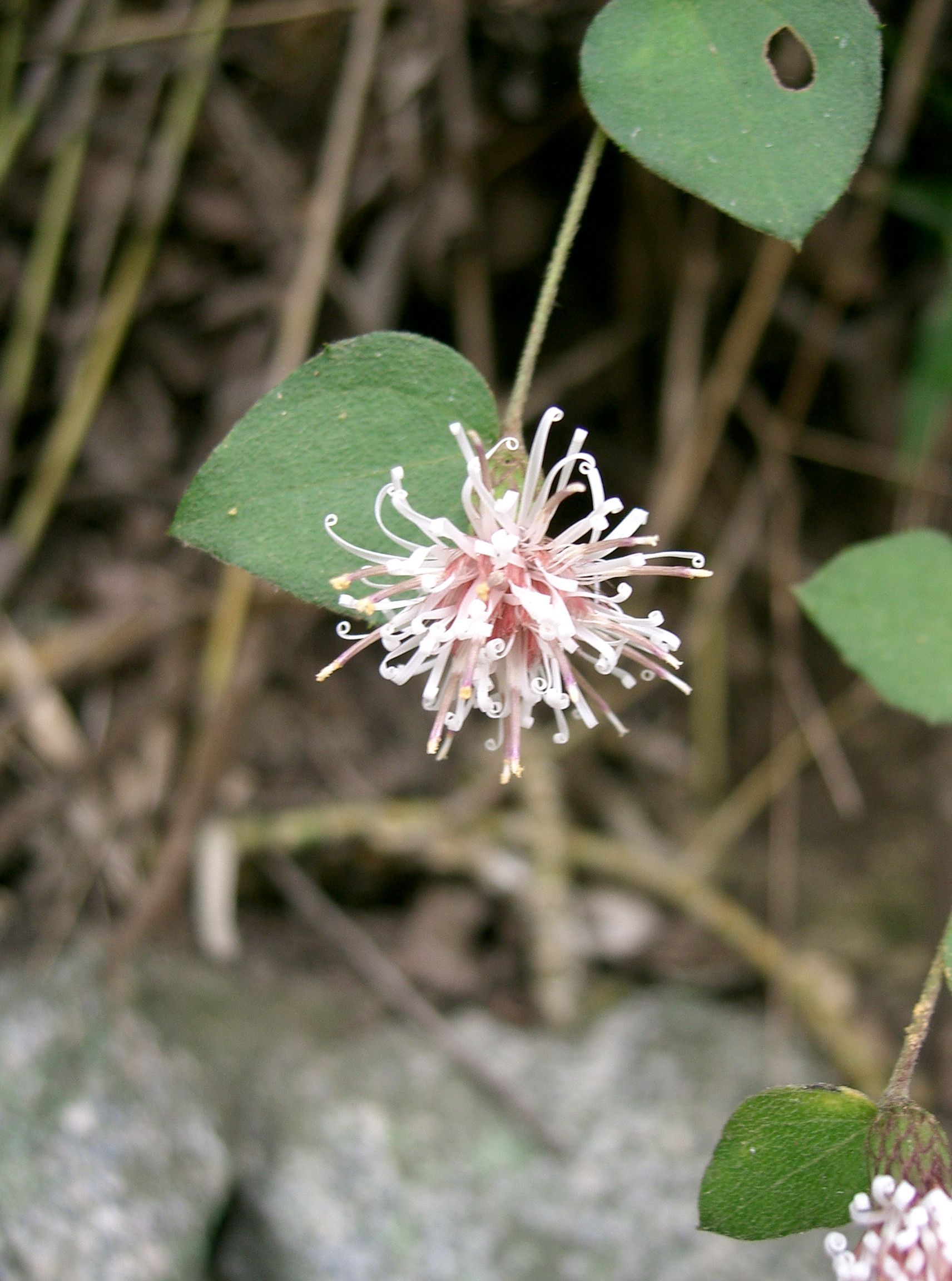
I fiori
Pertya scandens

Le specie di questa voce sono piante perenni con portamenti erbacei, arbustivi o (raramente) rampicanti. Queste specie sono rizomatose. I fusti possono essere semplici o ramificati.
Le foglie sono rosulate, raggruppate su brachiblasti o cauline. Le foglie lungo il caule normalmente sono a disposizione alternata, picciolate o sessili. La forma delle lamine è varia: intera o divisa (lobata) con contorno da subulato a lanceolato o da oblungo a ovato e bordi che possono essere continui o dentati. Le venature sono palmate o pennate. Le stipole sono assenti.
Le infiorescenze sono composte da capolini, subsessili o peduncolati, terminali, solitari (a volte su rami brachiblasti) o raccolti in formazioni panicolate o racemose. I capolini, di tipo discoide e omogami, sono formati da un involucro a forma da cilindrica a campanulata composto da brattee (o squame) all'interno delle quali un ricettacolo fa da base ai fiori. Le brattee disposte in 5 - 15 serie (raramente sono uniseriate) in modo embricato e scalato sono disuguali e di vario tipo a consistenza fogliacea oppure membranosa o coriacea. Il ricettacolo, a forma piatta, glabro o villoso, in genere è nudo (privo di pagliette).
I fiori sono tetra-ciclici (ossia sono presenti 4 verticilli: calice – corolla – androceo – gineceo) e pentameri (ogni verticillo ha 5 elementi). I fiori, da 1 a 16 (mediamente sono 5), sono isomorfi (tutti uguali), actinomorfi (corolle tubulose), ermafroditi e fertili. Raramente sono presenti fiori unisessuali.
- Formula fiorale:

*/x K {\displaystyle \infty }, [C (5), A (5)], G 2 (infero), achenio
- Calice: i sepali del calice sono ridotti ad una coroncina di squame.
- Corolla: la corolla è profondamente pentalobata con lobi uguali (raramente sono irregolari), a volte attorcigliati; i colori generalmente sono bianchi.
- Androceo: gli stami sono 5 con filamenti liberi, glabri o papillosi e distinti, mentre le antere sono saldate in un manicotto (o tubo) circondante lo stilo. Le antere in genere hanno una forma sagittata con base caudata, pelosa o finemente laciniata. Il polline normalmente è tricolporato a forma sferica o schiacciata ai poli.
- Gineceo: lo stilo è filiforme e bilobo con nodo basale glabro; i due stigmi sono divergenti, corti e ottusi, pelosi o papillosi dorsalmente. L'ovario è infero uniloculare formato da 2 carpelli. L'ovulo è unico e anatropo.

I frutti sono degli acheni con pappo. La forma dell'achenio in genere è fusiforme (da obovoide a oblunga) con 10 coste/venature; la superficie è glabra o setolosa. Il pericarpo può essere di tipo parenchimatico, altrimenti è indurito (lignificato) radialmente. Il carpoforo (o capopodium - il ricettacolo alla base del gineceo) è anulare. Il pappo (raramente assente) è formato da 2 o 3 serie di setole finemente barbate, decidue o persistenti, sono direttamente inseriti nel pericarpo o connati in un anello parenchimatico posto sulla parte apicale dell'achenio.

## Biologia
- Impollinazione: l'impollinazione avviene tramite insetti (impollinazione entomogama tramite farfalle diurne e notturne).
- Riproduzione: la fecondazione avviene fondamentalmente tramite l'impollinazione dei fiori (vedi sopra).
- Dispersione: i semi (gli acheni) cadendo a terra sono successivamente dispersi soprattutto da insetti tipo formiche (disseminazione mirmecoria). In questo tipo di piante avviene anche un altro tipo di dispersione: zoocoria. Infatti gli uncini delle brattee dell'involucro si agganciano ai peli degli animali di passaggio disperdendo così anche su lunghe distanze i semi della pianta.

## Distribuzione e habitat
La distribuzione delle specie di questo gruppo è asiatica (dall'Afghanistan al Giappone).

## Tassonomia
La famiglia di appartenenza di questa voce (Asteraceae o Compositae, nomen conservandum) probabilmente originaria del Sud America, è la più numerosa del mondo vegetale, comprende oltre 23.000 specie distribuite su 1.535 generi, oppure 22.750 specie e 1.530 generi secondo altre fonti (una delle checklist più aggiornata elenca fino a 1.679 generi). La famiglia attualmente (2021) è divisa in 16 sottofamiglie.

### Filogenesi
La posizione della sottofamiglia Pertyoideae, nell'ambito delle Asteraceae, è abbastanza centrale: tra le sottofamiglie Hecastocleidoideae e Tarconanthoideae; ed è caratterizzata da erbe aromatiche, peli conici e multicellulari, corolle non chiaramente bilabiate (irregolarmente divise), polline tricolpato con spine solide, stigmi abbastanza corti e pelosi nella parte abassiale e pappo spesso uniseriato.
All'interno della tribù il genere di questa voce risulta essere parafiletico (diventa monofiletico includendo il genere monotipo Myripnois). In precedenza anche il genere Macroclinidium Maxim. è stato incluso in Pertya.
Pertya si distingue dagli altri generi della tribù per i seguenti caratteri: da Ainsliaea per le setole del pappo barbate (in Ainsliaea sono piumose); da Catamixis principalmente per il suo portamento eterotalamico (impollinazione tra fiori diversi), mentre in Catamixis l'habitus è omotalamico. Il genere Pertya è caratterizzato dall'avere macroblasti (rami con internodi piuttosto lunghi e foglie ben distanziate) e brachiblasti che portano rispettivamente foglie alterne e congestionate ed è stato suddiviso in tre sezioni: Pertya sez. Pertya, Pertya sez. Phylicoides e Pertya sez. Sinensis.
Il periodo di separazione della sottofamiglia varia da 38 a 2 milioni di anni fa.
Il numero cromosomico delle specie di Pertya è 2n= 24, 26 e 28.

### Elenco generi
Il genere comprende le 27 seguenti specie:
- Pertya aitchisonii C.B.Clarke
- Pertya berberidoides  (Hand.-Mazz.) Y.C.Tseng
- Pertya bodinieri  Vaniot
- Pertya cordifolia  Mattf.
- Pertya corymbosa  Y.C.Tseng
- Pertya desmocephala  Diels
- Pertya discolor  Rehder
- Pertya glabrescens  Sch.Bip.
- Pertya henanensis  Y.C.Tseng
- Pertya hossei  Craib ex Hosseus
- Pertya × hybrida  Makino
- Pertya koribana  (Nakai) Makino & Nemoto
- Pertya markamensis  Cai F.Zhang & T.G.Gao
- Pertya mattfeldii  Bornm.
- Pertya monocephala  W.W.Sm.
- Pertya multiflora  Cai F.Zhang & T.G.Gao
- Pertya phylicoides  Jeffrey
- Pertya pubescens  Y.Ling
- Pertya pungens  Y.C.Tseng
- Pertya rigidula  (Miq.) Makino
- Pertya robusta  Beauverd
- Pertya scandens  (Thunb.) Sch.Bip.
- Pertya simozawae  Masam.
- Pertya sinensis  Oliv.
- Pertya × suzukii  Kitam.
- Pertya triloba  Makino
- Pertya tsoongiana  Y.Ling
- Pertya uniflora  (Maxim.) Mattf.
- Pertya yakushimensis  H.Koyama & Nagam.